# Wassili Lewit
Wassili Lewit (* 24. Februar 1988) ist ein kasachischer Boxer im Schwergewicht (-91 kg).

## Karriere

### Amateur
Im Jugendbereich (U17) wurde Wassili Lewit 2004 in Hanoi Asienmeister im Schwergewicht. Bei den Junioren (U19) konnte er diesen Erfolg 2006 in Goa wiederholen.
Bei den Studentenweltmeisterschaften 2008 in Kasan gewann Lewit mit der Silbermedaille seine erste Medaille bei einer internationalen Meisterschaft der Männer. Im Jahr darauf gewann er in Zhuhai mit Siegen u. a. über Ali Mazaheri, Iran (11:3) die Asienmeisterschaft. Bei den Weltmeisterschaften 2009 in Mailand schied er in der Vorrunde gegen Clemente Russo, Italien (14:4), aus. 
2010 scheiterte Lewit im Achtelfinale der Asienspiele in Guangzhou am späteren Goldmedaillengewinner Mohammad Ghosoun, Syrien (11:6). Bei den Weltmeisterschaften 2011 in Baku kämpfte sich Lewit mit Siegen u. a. über Alexander Powernow, Deutschland (16:8), bis ins Viertelfinale, welches er jedoch gegen Wang Xuanxuan, Volksrepublik China (11:9), verlor. Die damit verpasste Qualifikation für die Olympischen Spiele in Peking, versuchte Levit 2012 beim asiatischen Olympiaqualifikationsturnier in Astana nachzuholen. Er verlor hier jedoch wiederum gegen Mohammad Ghosoun und verpasste die Qualifikation. 
Mit Finalsieg gegen Rustam Toʻlaganov gewann er die Asienmeisterschaften 2015 in Thailand. Bei den Weltmeisterschaften 2015 in Doha schied er im Viertelfinale gegen Heworh Manukjan aus. Er startete bei den Olympischen Spielen 2016 in Rio de Janeiro und kämpfte sich gegen Yu Fengkai, Kennedy St-Pierre und Erislandy Savón ins Finale vor, wo er in einem umstrittenen Urteil gegen Jewgeni Tischtschenko verlor.
2017 gewann er erneut die Asienmeisterschaften in Taschkent und qualifizierte sich damit für die Weltmeisterschaften 2017 in Hamburg, wo er eine Bronzemedaille gewann. Nach Siegen gegen Juan Nogueira und Jason Whateley, war er im Halbfinale gegen Erislandy Savón ausgeschieden.
Bei den Asienmeisterschaften 2019 gewann er Bronze, ebenso bei den Weltmeisterschaften 2019 in Jekaterinburg. Bei den Asienmeisterschaften 2021 erkämpfte er die Silbermedaille.
Er gewann 2020 die asiatische Olympiaqualifikation und erhielt dadurch einen Startplatz bei den 2021 in Tokio ausgetragenen Olympischen Spielen. Dort verlor er in der Vorrunde gegen Enmanuel Reyes.

### World Series of Boxing
In der Saison 2013/14 bestritt Lewit vier Kämpfe der regulären Saison für die Astana Arlans in der World Series of Boxing, die er alle, u. a. auch gegen Abdulqədir Abdullayev, gewann. Während der Playoffs wurde Lewit im Viertelfinale gegen das Team Germany und im Halbfinale gegen die Azerbaijan Baku Fires eingesetzt, wobei er beiden Kämpfe gewann. 
In der Saison 2015 wurde Lewit in allen sieben Kämpfen der regulären Saison eingesetzt und gewann alle. Er belegte damit in der Rangliste seiner Gewichtsklasse in dieser Saison den ersten Platz und qualifizierte sich damit für die Olympischen Spiele 2016. In den Playoffs wurde er im Halbfinale gegen das Russian Boxing Team und Finale gegen die Cuba Domadores eingesetzt. Im Halbfinale gewann er gegen Vitaliy Kudukhov, im Finale verlor er gegen Erislandy Savón. Trotzdem konnte seine Mannschaft den Meistertitel holen.